# Burgos (fromage)
Pour les articles homonymes, voir Burgos (homonymie).
Le burgos ou queso de Burgos est un fromage espagnol typique de la province de Burgos en Castille. Il s'agit d'un fromage à pâte fraiche. Historiquement fabriqué à partir de lait de brebis, il est aujourd'hui, souvent fait à partir de lait de vache ou d'un mélange de lait de vache et de brebis car le lait de vache coûte moins cher que le lait de brebis.

## Description
Le burgos se présente sous forme de cylindres rainurés, pesant de 500 g à 1 kg. Sa pâte, fraîche, est blanche compacte et tendre. Il n'a pas de croûte,.

## Fabrication
La fabrication du burgos consiste à saler, cailler et égoutter du lait de brebis (traditionnellement), de vache ou un mélange des deux. Il n'est pas affiné.

## Dégustation
Très répandu en Espagne, il se déguste accompagné de miel, de noix ou de fines herbes.